# Influenzavirus A subtipo H3N2
Influenzavirus A subtipo H3N2 es un serotipo del virus de la gripe, género Influenzavirus A, familia Orthomyxoviridae.

## Características
Se detectó por primera  vez en Hong Kong, durante el verano de 1968. Posteriormente se extendió por todo el mundo causando una pandemia que fue llamada Gripe de Hong Kong, constituyendo la tercera pandemia de gripe humana del siglo XX. En la actualidad - 2016 - es uno de los serotipos que causan gripe estacional, pero existen diferentes variaciones del virus H3N2 presentes en aves, donde provoca gripe aviar, y en cerdos, donde causa gripe porcina.  Estas variantes son muy similares, pero diferentes a la que causó la gran pandemia de 1968.
Los principales síntomas de este virus son la tos, sensación de garganta irritada, dolor de cabeza, dolor muscular y fiebre alta más de 38 °C.

## Brotes importantes
- Pandemia de 1968
- Epidemia de 2021